# Medienfassade (Bayer-Hochhaus)

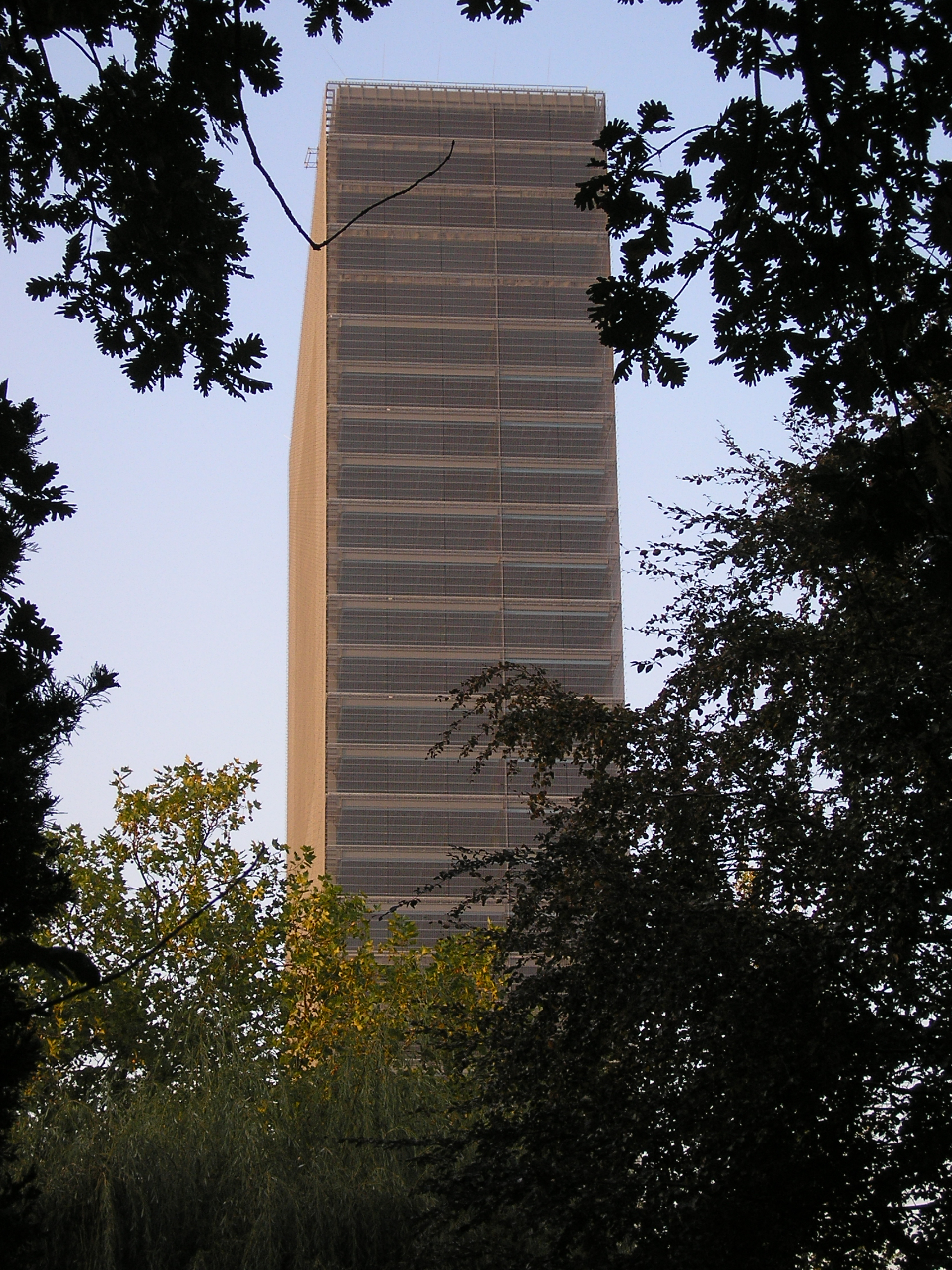
Umgebautes Bayer-Hochhaus mit neuer Medienfassade

Die Medienfassade, auch Bayer Medienskulptur, war eine Multimedia-Installation an der Fassade des Bayer-Hochhauses, der ehemaligen Konzernzentrale der Bayer AG in Leverkusen.
Auf Grund anhaltender Probleme hat Bayer am 20. Januar 2011 den Abriss des Gebäudes bekannt gegeben.

## Geschichte
Im Jahr 1963 war das intern W1 genannte Gebäude als neue Konzernzentrale der Bayer AG bezogen worden. Das Hochhaus war zu dieser Zeit mit 122 Metern das höchste und modernste Bürogebäude Europas. Im Jahr 2002 verließ der Bayer-Konzern das Gebäude und zog in die neugebaute Konzernzentrale nebenan. Die Ruine sollte in den Folgejahren abgerissen werden.
2007 hatte der Architekt und Veranstaltungsmanager der Bayer-AG, Wolfram Lusche, die Idee, den kompletten Innenausbau des Gebäudes bis auf den Kern und die Etagenböden zu entfernen und es stattdessen mit einer Medienfassade zu umhüllen. Die Arbeiten zogen sich über zwei Jahre hin und wurden Mitte 2009 vorerst beendet. Die Inbetriebnahme zögerte sich immer wieder heraus, nachdem erste Proben nicht zufriedenstellend verliefen, da viele LEDs schon nach kurzer Zeit versagten.
Auf Grund der anhaltenden Probleme wurde ein Gutachten in Auftrag gegeben, laut dessen das von Fachfirmen entwickelte technische Konzept umfangreiche Nachbesserungen erfordert, um die Medienfassade dauerhaft in Betrieb nehmen zu können. Daraufhin hat Bayer am 20. Januar 2011 bekannt gegeben, dass die Medienfassade abgerissen werden solle.

## Technik
Das Gebäude mit seinen 122 Metern Höhe, 70 Metern Breite und 20 Metern Tiefe war von einem 17.500 Quadratmeter großen Stahlgeflecht umgeben. Dieses Geflecht diente als Halterung für insgesamt 5,6 Millionen Leuchtdioden (je zwei rote, zwei grüne und eine blaue LED als eine Einheit). Von innen waren die Stahlmatten mit einer grünen Kunststoffschicht verkleidet, die zusammen mit einer indirekten blauen Innenbeleuchtung den Kontrast des Bildes verbessern sollte.
Tagsüber sollte auf zwei Gebäudeseiten jeweils ein Bildschirm von 40 mal 40 Metern Bilder oder Filme aus dem Bayer-Werk zeigen. Nachts hätte die komplette Fläche auf allen vier Gebäudeseiten eine rundum laufende Bildfläche ergeben.